# Aralidium
Aralidium, monotipski biljni rod kojemu pripada manje drvo ili grm iz Indokine i otoka Bornea, i Sumatre.
Rod pripada porodici Toricelliaceae i opisan je 1856

## Etimologija
Poseban epitet 'Pinnatfidum' odnosi se na listove s perastim režnjevima. 

## Opis

### Oblik rasta
Malo šumsko drvo do 10 m visine. 

### Lišće
Jednostavni listovi, zimzeleni, obično duboko perasto režnjeviti, ali ponekad cjeloviti u nekih primjeraka. Listne plojke s 4-10 režnjeva ili ponekad s 12 režnjeva, do 25-80 cm duge i 17-52 cm široke; režnjevi podnasuprotni.

### Cvjetovi
Muški i ženski cvjetovi nose odvojene cvatove; muški cvatovi dugi do 40 cm, često duži od ženskih cvatova. Cvjetovi brojni, mali, do 0,25 cm, krem - blijedožuti; muški cvjetovi s laticama do 0,15 cm duljine, latice kod ženskih cvjetova često otpadaju ubrzo nakon što se cvjetovi otvore.

### Plod
Plodovi elipsoidni (malo asimetrični), dugi do 4,5 cm, bijeli, a kad sazriju, postaju purpurno crni.

## Stanište
Nizinsko-planinske šume do 1250 m; očito široko rasprostranjena vrsta u cijelom svom području, ali nigdje nije uobičajena.

## Etnobotanička upotreba
Medicina: U zemljama jugoistočne Azije poput Malezije, biljka se koristi u tradicionalnoj medicini za liječenje stanja, kao što su groznica i bolesti bubrega.
Važno je napomenuti da neki terapeutski učinci tradicionalne medicinske upotrebe biljaka trenutno nisu potkrijepljeni ili potvrđeni znanstvenim istraživanjima. Savjetuje se potražiti savjet liječnika prije uporabe relevantnih biljnih materijala.

## Drvo i proizvodi:
Ova vrsta proizvodi fino zrnato, tamno/svijetlo crveno tvrdo drvo koje se koristilo za izradu parketa, stolova kao i uspravnih nosača mostova u prošlim vremenima.

## Sinonimi
- Aralia pinnatifida Jungh. & de Vriese
- Aralidium dentatum Miq.
- Aralidium integrifolium Heine